# Wigeriche
Die Wigeriche sind eine der ältesten bezeugten europäischen Adelsfamilien. Ihr Ursprung reicht zurück bis zum Stammvater Wigerich (um 900, † vor 919), Pfalzgraf von Lothringen und Graf im Bidgau. 
Der Dynastie wurden in der Geschichtsschreibung wechselnde Namen beigegeben, z. B. Ardenner Grafen und Grafen von Verdun.
Ende des 10. Jahrhunderts erhielten die Wigeriche die Herzogswürde von Niederlothringen und Oberlothringen. Im 10. und 11. Jahrhundert waren sie beteiligt an:
- der Grafschaft Luxemburg
- der Grafschaft Hennegau
- der Grafschaft Verdun
- der Grafschaft Bar
- der Grafschaft Ardennen
- der Markgrafschaft Antwerpen
- der Gaugrafschaft Brabant (Ename).

Die neun bekannten Mitglieder der Familie mit dem Namen Adalbero gehörten sämtlich dem geistlichen Stand an.
Nebenlinie der Familie ist das heute noch existierende Haus Salm.